# Oshakati
Oshakati   este un oraș  în  Namibia. Este reședința  regiunii Oshana.